# كريس كاسل
كريس كاسل (بالإنجليزية: Chris Castle)‏ هو مغن مؤلف أمريكي، ولد في 29 يناير 1976.

## وصلات خارجية
- الموقع الرسمي